# Prisión Estatal de Utah
La Prisión Estatal de Utah (en inglés: Utah State Prison) es una de las dos prisiones administradas por el Departamento de correccionales de la División de Operaciones Institucionales de Utah, Estados Unidos. Se encuentra en Draper, Utah, Estados Unidos, a unos 20 km al suroeste de Salt Lake City. La prisión fue construida para reemplazar la prisión de Sugar House (casa del azúcar), que se cerró en 1951. Su ubicación fue una vez distantes y las comunidades cercanas eran rurales. Desde la creación de la prisión, parques empresariales y barrios residenciales se han desarrollado muy bien en el área una vez rural.